# مگس‌گیر آبی بزرگ
مگس‌گیر آبی بزرگ (نام علمی: Cyornis magnirostris) نام یک گونه از سرده مگس‌گیرهای آبی است.